# Sporetus venustus
Sporetus venustus är en skalbaggsart som beskrevs av Monné 1998. Sporetus venustus ingår i släktet Sporetus och familjen långhorningar. Inga underarter finns listade i Catalogue of Life.